# هوجو هارتونج
هوغو هارتونغ Hugo Hartung (ولد في فوجتلاند في سبتمبر 1902- مات في ميونخ في مايو 1972) هو أديب ألماني.

## حياته
درس هوغو هارتونغ في لايبزيغ وفيينا وميونخ, حيث عمل في البداية ممثلا. ثم تعرف على رينجلناتس وفيديكند. وابتداء من عام 1931 تفرغ للكتابة وأنجز بعض الأعمال للإذاعة. وفي عام 1936 ذهب إلى أولدينبورج ليعمل مؤلفا مسرحيا، ثم إلى بريسلاو.
وبعد الحرب العالمية الثانية انتقل للعيش في ميونخ, حيث كرس نفسه للإنتاج والعمل الأدبي.
وقد منح عام 1969 جائزة أيشيندورف الأدبية.

## أعماله
1. السماء كانت في الأسفل 1951
2. أفكر غالبا في بيروشكا 1954
3. نحن الأطفال الرائعون 1957
4. نخب للخلود 1960
5. الملك بوجوميل 1961
6. تيمبه ضد الجميع 1962
7. شليزيا 1945
8. الطفولة ليست لعبة أطفال 1968
9. النعم الذهبية 1960
10. عروس بريجينتس 1961
11. لا عنادل في غابة الزيتون 1969

## روابط خارجية
- هوجو هارتونج على موقع IMDb (الإنجليزية)
- هوجو هارتونج على موقع مونزينجر (الألمانية)
- هوجو هارتونج على موقع قاعدة بيانات الأفلام السويدية (السويدية)
- هوجو هارتونج على موقع قاعدة بيانات الفيلم (الإنجليزية)
- هوجو هارتونج على موقع كينوبويسك (الروسية)